# BHF Kleinwort Benson Group
BHF Kleinwort Benson Group SA (vormals RHJ International, bzw. Ripplewood) war eine börsennotierte, in Brüssel ansässige Beteiligungsgesellschaft, die Beteiligungen an u. a. der deutschen BHF-Bank und der britischen Kleinwort Benson hielt. 2016 wurde das Unternehmen von der französischen Privatbank Oddo & Cie akquiriert und später an Amundi und Société Générale verkauft.

## Hintergrund
Das Unternehmen wurde ursprünglich 1995 von Tim Collins unter dem Namen Ripplewood gegründet. Das Beteiligungsportfolio reichte von Telekommunikation über Banken bis zur Unterhaltungsbranche und gliedert sich im Wesentlichen in die zwei Bereiche Financial Services und Industrial Holdings.
2004 hatte Ripplewood Holdings sein Portfolio in die belgische Gesellschaft RHJI (Ripplewood Holdings Japan International) eingebracht. RHJ International wurde 2004 gegründet. Im zurückliegenden Geschäftsjahr, das am 31. März 2009 endete, machte RHJI einen Verlust von umgerechnet 1.175,3 Millionen Euro bei einem Umsatz von 3,03 Milliarden Euro.
Geführt wurde RHJI von dem ehemaligen Dresdner-Bank-Vorstand Leonhard Fischer (CEO). Im Aufsichtsrat war auch der Vorstandsvorsitzende der Axel Springer AG, Mathias Döpfner, vertreten. Der Bundestagsabgeordnete Michael Glos war als Berater für RHJI tätig.
In Europa erwarb das Unternehmen u. a. den Automobilzulieferer Honsel AG in Meschede. Dieser musste am 25. Oktober 2010 Insolvenz anmelden.
Im Ringen um die Übernahme und Herauslösung von Opel aus dem Konzern General Motors hat RHJI – wie auch Magna International und Fiat – am 20. Mai 2009 ein Angebot abgegeben. Dieses Angebot wurde von GM genauso abgelehnt wie zuvor das Fiat-Angebot und später auch das ursprünglich präferierte Magna-Angebot.
2014 stieg RHJI aus dem Private-Equity-Geschäft aus, um sich auf sein Portfolio im Finanzdienstleistungsbereich zu konzentrieren; im selben Jahr wurde in Deutschland die BHF-Bank erworben.
Die amerikanische Ripplewood Holdings führte das Private-Equity-Geschäft unabhängig von RHJI fort.
2016 wurde BHF Kleinwort Benson von der französischen Privatbank Oddo & Cie übernommen.
Die BHF Bank wurde in Oddo integriert und firmiert heute als Oddo BHF. Das britische Geschäft, unter Kleinwort Benson firmierend, wurde an die französische Großbank Société Générale bzw. deren Asset-Managementtochter Amundi veräußert.

## Ehemalige Finanz- und Industriebeteiligungen
Beteiligungstand per 31. Dezember 2013:
- AEG Power Solutions
- Arecon AG (50 %)
- Asahi Tec Corporation
- BHF-Bank AG (9 %)
- KB Group Ltd (65,8 %), die ihrerseits folgende Beteiligungen hält:
  - BHF-Bank AG (91 %)
  - Kleinwort Benson Bank (100 %)
  - Kleinwort Benson Channel Islands (100 %)
  - Kleinwort Benson Investors (100 %)
- Phoenix Resort K.K.
- Shaklee Global Group, Inc.
- SIGMAXYZ Inc.
- Quirin Bank AG (27,8 %)